# بهاگیاشره
بهاگیاشره (به انگلیسی: Bhagyashree) (زاده ۲۳ فوریه ۱۹۶۹) بازیگر هندی است.
از فیلم‌هایی که وی در آن نقش داشته‌است می‌توان به دوست دارم، تو مرا دیوانه کردی، راده شیام، برادر کسی عشق کسی، رهبر زن و چاتراپاتی اشاره کرد.

## زندگی شخصی

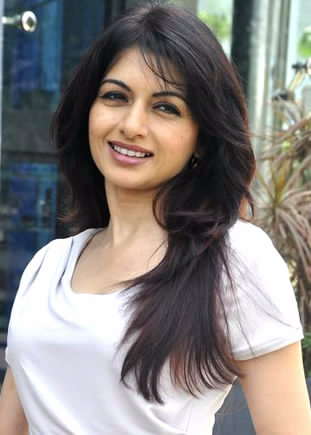

باگیاشره با هیمالیا داسانی ازدواج کرده‌است. آنها دارای دو فرزند، یک پسر و یک دختر هستند.